# IC 5007
IC 5007 = IC 5030 = IC 5041 = IC 5047 ist eine Balken-Spiralgalaxie mit ausgedehnten Sternentstehungsgebieten vom Hubble-Typ SBcd im Sternbild Microscopium am Südsternhimmel. Sie ist schätzungsweise 124 Millionen Lichtjahre von der Milchstraße entfernt und hat einen Durchmesser von etwa 60.000 Lichtjahren. Sie bildet gemeinsam mit IC 5003 ein gravitativ gebundenes Galaxienpaar.
Das Objekt wurde am 8. September 1897 vom US-amerikanischen Astronomen Lewis Swift entdeckt.